# Holmlia Futsal 2009-2010
Questa voce raccoglie le informazioni riguardanti l'Holmlia Futsal nelle competizioni ufficiali della stagione 2009-2010.

## Stagione
L'Holmlia ha partecipato alla Futsal Eliteserie 2009-2010, seconda edizione del massimo campionato norvegese riconosciuto dalla Norges Fotballforbund. La squadra ha chiuso l'annata al 7º posto finale, peggiorando il 3º posto della stagione precedente.

## Rosa
| N° | Naz.                | Ruolo | Sportivo       | Anno     |  |  |
| -- | ------------------- | ----- | -------------- | -------- |  |  |
|    | Norvegia (bandiera) | POR   | Thomas Sandsør | 07.04.85 |  |  |

## Risultati

### Eliteserie

#### Girone di andata
| 21 novembre 2009, ore 14:00 1ª giornata | Holmlia  | 3 – 3 referto | Fyllingsdalen | \| Arbitro: \| Petkovic \| |
| Arbitro:                                | Petkovic |               |               |                            |

| 21 novembre 2009, ore 20:00 2ª giornata | Vegakameratene | 4 – 1 referto | Holmlia | \| Arbitro: \| Myklebust \| |
| Arbitro:                                | Myklebust      |               |         |                             |

| 22 novembre 2009, ore 14:00 3ª giornata | Holmlia | 3 – 7 referto | Lillehammer | \| Arbitro: \| Sjelle \| |
| Arbitro:                                | Sjelle  |               |             |                          |

| 12 dicembre 2009, ore 14:00 4ª giornata | Sandefjord | 1 – 1 referto | Holmlia | \| Arbitro: \| Lyngbø \| |
| Arbitro:                                | Lyngbø     |               |         |                          |

| 12 dicembre 2009, ore 20:00 5ª giornata | Holmlia | 2 – 2 referto | Nordpolen | \| Arbitro: \| Ølmheim \| |
| Arbitro:                                | Ølmheim |               |           |                           |

| 5 dicembre 2009, ore 16:00 6ª giornata | Solør     | 3 – 3 referto | Holmlia | \| Arbitro: \| Myklebust \| |
| Arbitro:                               | Myklebust |               |         |                             |

| 24 gennaio 2010, ore 16:00 7ª giornata | Holmlia   | 1 – 1 referto | KFUM Oslo | \| Arbitro: \| Rønningen \| |
| Arbitro:                               | Rønningen |               |           |                             |

| 16 gennaio 2010, ore 20:00 8ª giornata | Holmlia | 3 – 3 referto | Horten | \| Arbitro: \| Sjelle \| |
| Arbitro:                               | Sjelle  |               |        |                          |

| 17 gennaio 2010, ore 14:00 9ª giornata | Nidaros | 6 – 6 referto | Holmlia | \| Arbitro: \| Hussain \| |
| Arbitro:                               | Hussain |               |         |                           |

#### Girone di ritorno
| 7 febbraio 2010, ore 10:00 10ª giornata | Fyllingsdalen | 3 – 4 referto | Holmlia | \| Arbitro: \| Hussain \| |
| Arbitro:                                | Hussain       |               |         |                           |

| 6 febbraio 2010, ore 18:00 11ª giornata | Holmlia      | 0 – 5 referto | Vegakameratene | \| Arbitro: \| Rafiq (Oslo) \| |
| Arbitro:                                | Rafiq (Oslo) |               |                |                                |

| 7 febbraio 2010, ore 14:30 12ª giornata | Lillehammer    | 2 – 3 referto | Holmlia | \| Arbitro: \| Steen (Bergen) \| |
| Arbitro:                                | Steen (Bergen) |               |         |                                  |

| 20 febbraio 2010, ore 20:00 13ª giornata | Holmlia | 1 – 3 referto | Sandefjord | \| Arbitro: \| Ølmheim \| |
| Arbitro:                                 | Ølmheim |               |            |                           |

| 20 febbraio 2010, ore 14:00 14ª giornata | Nordpolen    | 1 – 5 referto | Holmlia | \| Arbitro: \| Rafiq (Oslo) \| |
| Arbitro:                                 | Rafiq (Oslo) |               |         |                                |

| 21 febbraio 2010, ore 14:00 15ª giornata | Holmlia | 3 – 2 referto | Solør | \| Arbitro: \| Ølmheim \| |
| Arbitro:                                 | Ølmheim |               |       |                           |

| 6 marzo 2010, ore 14:00 16ª giornata | KFUM Oslo | 4 – 2 referto | Holmlia |  |

| 6 marzo 2010, ore 20:00 17ª giornata | Horten | 3 – 5 referto | Holmlia |  |

| 7 marzo 2010, ore 11:00 18ª giornata | Holmlia | 3 – 4 referto | Nidaros |  |